# Last Autumn's Dream
I Last Autumn's Dream sono un gruppo melodic rock/AOR svedese.

## Storia dei Last Autumn's Dream
Sono sotto l'ala protettrice della Frontiers Records, hanno all'attivo 6 album in 5 anni di attività.
Nel primo album hanno partecipato 3 componenti degli Europe (Mic Michaeli, John Levén, Ian Haugland) i quali hanno però dovuto lasciare il posto a seguito della reunion del 2004.
Della band ha anche fatto parte l'ex-Malmsteen e Talisman Marcel Jacob.
Alla chitarra, membro presente in tutti i dischi, l'ex Fair Warning Andy Malececk.

## Formazione

### Formazione attuale
- Mikael Erlandsson - voce e tastiere
- Andy Malecek - chitarra
- Jamie Borger - batteria
- Nalley Pahlsson - basso

### Ex componenti
- Mic Michaeli - tastiere
- John Levén - basso
- Ian Haugland - batteria
- Marcel Jacob - basso
- Thomas Lassar - tastiere

## Discografia

### Album in studio
- 2004 - Last Autumn's Dream
- 2005 - II
- 2006 - Winter in Paradise
- 2007 - Saturn Skyline
- 2008 - Hunting Shadows
- 2008 - Impressions: The Very Best of LAD
- 2008 - Live in Germany 2007
- 2009 - Dreamcatcher
- 2011 - Yes